# Edmond Mérille
Edmond Mérille (1579-1647) fue un jurisconsulto nacido en Francia. Cómo autor latino fue uno de los más eruditos jurisconsultos del siglo XVII, quien enseña derecho en Bourges con una reputación extraordinaria (cita sacada de la obra de Letillois de Mézières «Biographie générale des champenois célèbres», París, 1836).

## Biografía
Edmond fue un jurisconsulto nacido en Troyes, el 7 de marzo de 1579, hijo de un abogado, y finalizados sus estudios ordinarios, comienza derecho dirigido solo por su padre, quien había pensado enviarle a la universidad pero se hallaba desierta por los tumultos de la guerra. Tras la paz de Vervins, entre España y Francia, Edmond obtuvo la licenciatura en Toulouse, doctor a los veintiuno años, y fue a Cahors como profesor de derecho civil, donde enseñó durante once años.
Posteriormente, Edmond pasó a enseñar en la Universidad de Bourges, donde pasó el resto de su carrera,  y murió el 14 de julio de 1647, sustituyéndole Annibal Fabrot (1580-1659), célebre jurista nacido en Aix, erudito en lenguas antiguas y derecho civil y derecho canónico, quien escribió varios tratados, uno intitulado «Basilikon», Parisiis, 1647, 7 v. (derecho romano-derecho bizantino) y publicó 14 leyes en griego y en latín que faltaban en el Digesto. La vida de Edmond fue escrita por Joannis Héméré, insertada en la obra «Histoire de Berri», Bourges, 1619, in-fol, págs. 69 y siguientes.
Edmond, como escritor, dejó varias obras, con las siguientes materias: derecho romano, decisiones de Justiniano, sobre Paulo (jurista), comentarios sobre el Corpus iuris civilis, sobre las Institutiones, estudio de una obra del jurisconsulto Antoine Leconte (1517-1586), sobre Calístrato (jurista), notas filológicas de la Pasión de Jesucristo en textos griegos y latinos, aclaraciones obre el Pandectas florentinas, y un libro para el uso de Luis II de Borbón-Condé, el Gran Condé, a quien tuvo el honor de enseñar derecho.

## Obra
- In quatuor libros institutionum imperialium commentari principales, J. Broedelet, 1739.
- Expositiones in quinquaginta decisiones Justiniani, Neapoli, 1720.
- Liber singularis differentiarum juris restitutus ex libris manualium Julii Pauli, Neapoli, 1720.
- Ex Cujacio libri tres, Neapoli, 1720.
- A consilis regis,...., Parisiis, 1654.
- Commentarii  Institutionum quatuor libros, París, 1654; Utrecht, 1730, in-4º.
- Notae philologicae in Passionem Christi cum ipsias Passionis,..., París, 1632, in-8º.
- Expositiones in quinquaginta decisiones Justiniani, 1618.
- Observationum libri III, 1618.
- Ad libros II quaestionum Callistrati
- Oratio in studiis juris prorogando,.....
- Otras